# Euphorbia carteriana
Euphorbia carteriana ist eine Pflanzenart aus der Gattung Wolfsmilch (Euphorbia) in der Familie der Wolfsmilchgewächse (Euphorbiaceae).

## Beschreibung
Die sukkulente Euphorbia carteriana bildet Sträucher bis 4 Meter Höhe mit einem ausgebreiteten Wuchs aus. Die dreikantigen Zweige werden bis 3,5 Zentimeter dick und sind deutlich geflügelt. Die Triebe sind durch wenig ausgeprägte Einschnürungen in bis 20 Zentimeter lange Abschnitte gegliedert. An den Kanten stehen buchtige Zähne im Abstand von bis zu 4 Zentimeter zueinander. Die Dornschildchen sind miteinander verwachsen und bilden einen 1 bis 2,5 Millimeter breiten Hornrand aus. Es sind Dornen bis 1,5 Zentimeter Länge und sehr kleine Nebenblattdornen vorhanden.
Der Blütenstand besteht aus einzelnen Cymen, die zwei- bis sechsfach gegabelt sind und an bis zu 1 Zentimeter langen Stielen stehen. Die Cyathien erreichen 8 Millimeter im Durchmesser. Die elliptischen Nektardrüsen sind gelb gefärbt und stoßen aneinander. Der Fruchtknoten ist von einer dreilappigen Blütenhülle umgeben. Die deutlich gelappte Frucht wird 7 Millimeter lang und 15 Millimeter breit. Sie steht an einem aufrechten und 6 Millimeter langen Stiel. Über die Samen ist nichts bekannt.

## Verbreitung und Systematik
Euphorbia carteriana ist im Süden von Somalia auf sandigen Böden mit lockerem Akazien-Wald in Höhenlagen von 50 bis 150 Meter verbreitet.
Die Erstbeschreibung der Art erfolgte 1964 durch Peter René Oscar Bally.